# Salvia yunnanensis
Salvia yunnanensis là một loài thực vật có hoa trong họ Hoa môi. Loài này được C.H.Wright miêu tả khoa học đầu tiên năm 1896.

## Hình ảnh

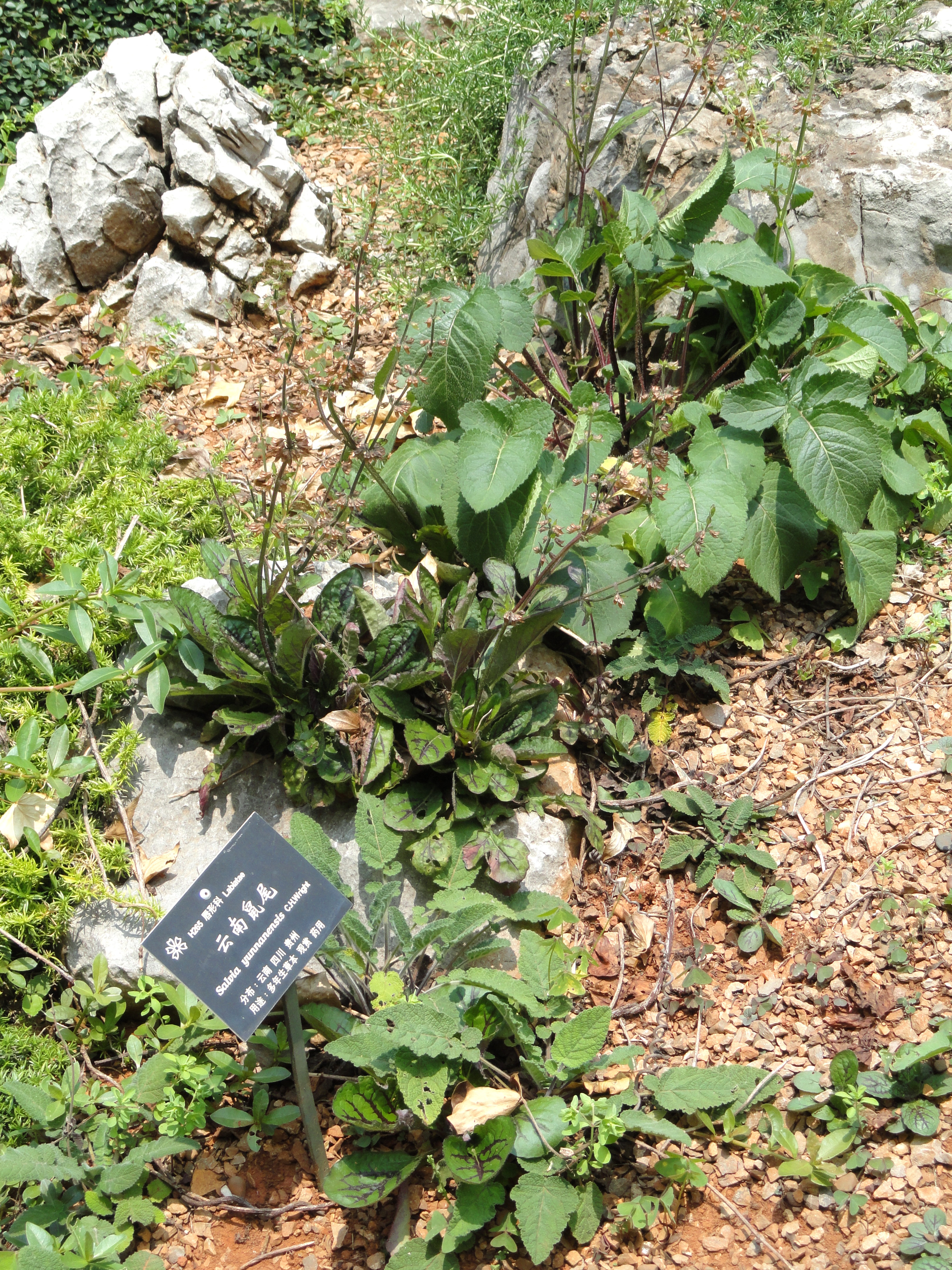